# Guillaume Beaurpere

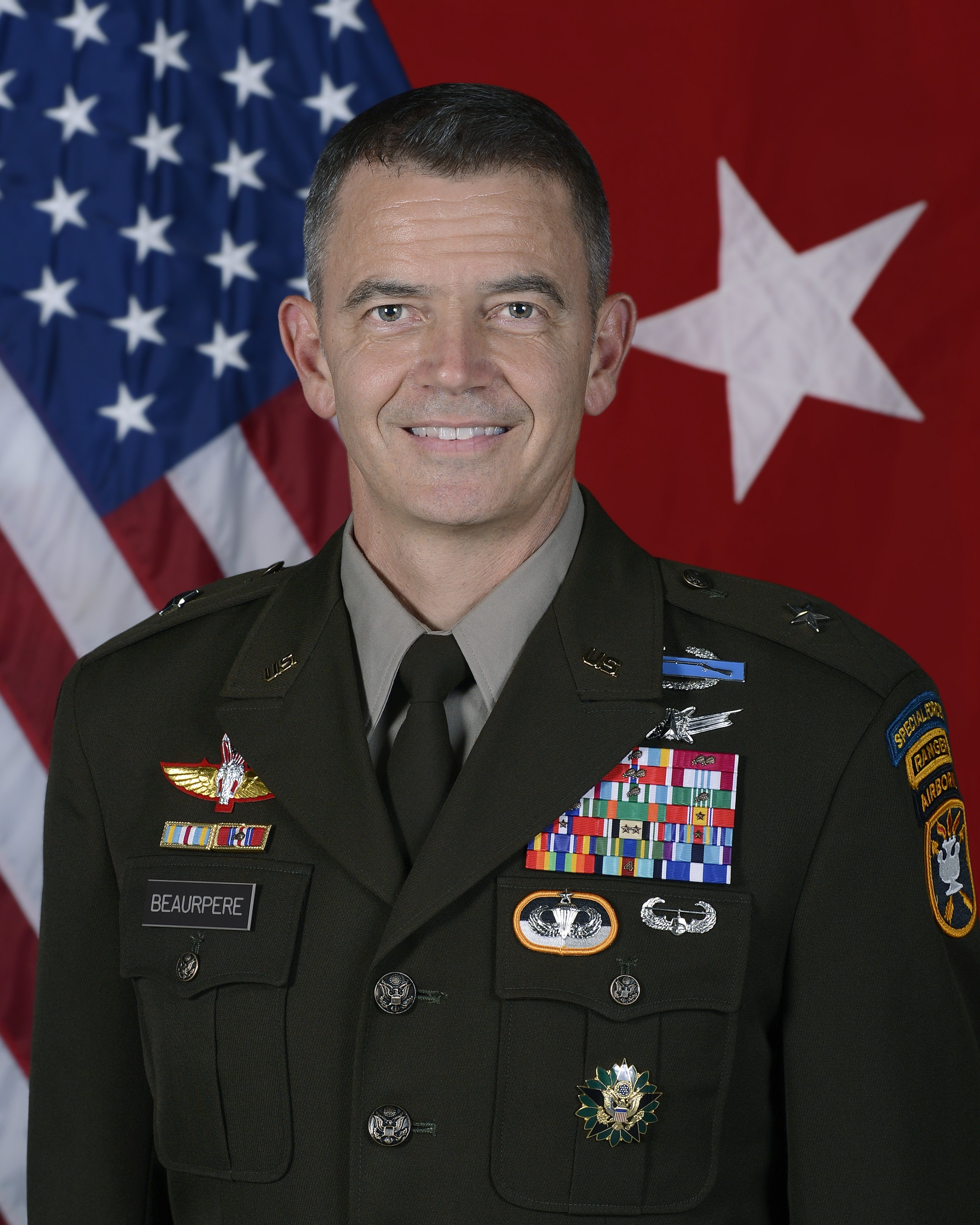
Guillaume Beaurpere

Guillaume N. Beaurpere (* um 1972) ist ein Brigadegeneral der United States Army. Bis zum Juni 2024 leitete er die United States Army John F. Kennedy Special Warfare Center and School.
Über das ROTC-Programm des Boston College gelangte er im Jahr 1994 in das Offizierskorps des US-Heeres. Dort wurde er als Leutnant der Infanterie zugeteilt. In der Armee durchlief er anschließend alle Offiziersränge vom Leutnant bis zum Brigadegeneral.
Im Lauf seiner militärischen Karriere absolvierte Beaurpere verschiedene Kurse und Schulungen. Dazu gehörten unter anderem das Command and General Staff College in Fort Leavenworth in Kansas und eine Außenstelle des United States Army War College in Singapur (Army War College Fellow Program at the Rajaratnam School of International Studies in Singapore).
In seinen jüngeren Jahren absolvierte er den für Offiziere in den niederen Rangstufen üblichen Dienst in verschiedenen Einheiten und Standorten. Er diente zunächst in der 1. Infanteriedivision und dann in der 2. Infanteriedivision, die in Südkorea stationiert ist. In der Folge wechselte er zu den Sondereinheiten (Special Forces), wo er verschiedene Einheiten kommandierte.
Guillaume Beaurpere nahm an verschiedenen Operationen teil. Dazu gehörten die Operation Inherent Resolve, die Operation Enduring Freedom, wobei er am Horn von Afrika eingesetzt war, der Internationale Militäreinsatz in Libyen 2011 (Operation Odyssey Dawn), Einsätze im Irak im Rahmen des Irakkriegs, die Operation Autumn Return, die im Jahr 2002 in der Elfenbeinküste stattfand, und die Operation Joint Guardian 1999 im Kosovo.
In den Jahren 2019 und 2020 leitete Beaurpere die Stabsabteilung G4 für Logistik und Nachschub der 4. Infanteriedivision. Am 2. Januar 2021 erreichte er mit seiner Beförderung zum Brigadegeneral die Generalsränge. Zu dieser Zeit kommandierte er in Kuwait die Sondereinheiten der Joint Task Force-Operation Inherent Resolve. Dieses Kommando hatte er zwischen Juni 2020 und Juni 2021 inne.
Danach leitete er zwischen Juni 2021 und Juni 2022 die Stabsabteilung G3 für Operationen beim United States Army Space and Missile Command. Es folgte eine Versetzung zum Fort Bragg in North Carolina. Dort übernahm Guillaume Beaurpere im August 2022 als Nachfolger von Patrick B. Roberson das Kommando über die United States Army John F. Kennedy Special Warfare Center and School. Im Juni 2024 wechselte er entsprechend einer Ankündigung aus dem Verteidigungsministerium der Vereinigten Staaten auf die MacDill Air Force Base in Florida und wurde Stabschef des United States Special Operations Commands.

## Orden und Auszeichnungen
Im Lauf seiner militärischen Laufbahn erhielt Guillaume zahlreiche Orden und Auszeichnungen des Heeres, der United States Navy und den Teilstreitkräften überschreitenden Einheiten (Joint Commands).